# ロングウィットンの竜
ロングウィットンの竜（ロングウィットンのりゅう、英: Longwitton Dragon）とは、イギリスの竜伝承に登場する竜である。
なお、参考文献では「龍」の表記であるが、本記事では「竜」で統一する。

## 伝承
癒しの効果があり人々に親しまれていた井戸に、大きな竜が棲みついてしまった。竜は人間の足音を聞き取ると姿を隠してしまうので害はなかったが、人々は竜を恐れて井戸に近づけなくなった。竜が井戸を独り占めする状態となったため、村人たちは、たまたま通りかかった騎士に竜退治を依頼した。冒険を求めて旅していた騎士はこれを承諾した。騎士は魔法の軟膏を目に塗ったため、竜が自身を不可視の状態にして襲いかかって来てもその姿を捉えて攻撃した。ところが何度傷つけても竜がすぐに回復するので、その日はとうとう竜を退治できなかった。次の日も同じだった。3日目に騎士は竜の秘密を見つけた。竜は常に井戸の近くで戦っていたが、井戸の水に竜の尾の先が常時浸かっていたのである。騎士は竜が井戸から離れるように仕向け、竜の体が井戸の水に触れないようにして攻撃し、ついに竜を退治した。翌日、村人たちは竜を埋葬し、井戸も清め、そして盛大に祝ったという。